# Lawrence Tierney
Lawrence James Tierney (New York, 15 maart 1919 – Los Angeles, 26 februari 2002) was een Amerikaans acteur.

## Biografie
Tierney werd geboren in de borough Brooklyn van New York in een gezin van vier kinderen. hij doorliep de high school aan de Boys High School in Brooklyn, waar hij een steratleet was. Hierna ging hij studeren met een beurs aan de Manhattan College in Manhattan, hij stopte hier echter na twee jaar om te gaan werken. Hij heeft diverse banen gehad toen hij geadviseerd werd om te gaan acteren. Hiermee begon hij in lokale theaters voordat hij ging acteren voor films en televisieseries. 
Tierney stierf op 26 februari 2002 aan de gevolgen van longontsteking in zijn woonplaats Los Angeles. Hij liet drie kinderen na. 

## Filmografie

### Films
Selectie:
- 1998 Armageddon – als Eddie "Gramp" Stamper, vader van Harry S. Stamper (Bruce Willis)
- 1994 Junior – als verhuizer
- 1993 Casualties of Love: The Long Island Lolita Story – als vader van Joey Buttafucco
- 1992 Reservoir Dogs – als Joe Cabot
- 1988 The Naked Gun: From the Files of Police Squad! – als manager van Angel
- 1985 Prizzi's Honor – als inspecteur Hanley
- 1980 Gloria – als barkeeper op Broadway
- 1971 Such Good Friends – als beveiliger in ziekenhuis
- 1967 Custer of the West – als generaal Philip Sheridan
- 1952 The Greatest Show on Earth – als mr. Henderson
- 1951 The Hoodlum – als Vincent Lubeck
- 1947 The Devil Thumbs a Ride – als Steve Morgan
- 1945 Back to Bataan – als luitenant commandant Waite

### Televisieseries
Selectie:
- 1985-1987 Hill Street Blues – als sergeant Jenkins – 7 afl.

- Biblioteca Nacional de España: XX1797351
- Bibliothèque nationale de France: cb13982576w (data)
- Gemeinsame Normdatei: 129579815
- International Standard Name Identifier: 0000 0000 6639 0401
- Library of Congress Control Number: no92028767
- MusicBrainz: 077aa831-f4d1-406b-b051-09f669d7c35f
- Nationale Bibliotheek van Tsjechië: xx0101517
- Nationale Bibliotheek van Israël: 987007334870405171
- SNAC: w6ms44w5
- Système universitaire de documentation: 100551238
- Virtual International Authority File: 34652272
- WorldCat: E39PBJxxbfyFTQ6bWtCTbbxRrq